# Aristolochia asperifolia
Aristolochia asperifolia Ule ex Pilg. – gatunek rośliny z rodziny kokornakowatych (Aristolochiaceae Juss.). Występuje naturalnie w Peru oraz Boliwii.

## Morfologia
PokrójOwłosione pnącza.
LiścieMają podłużnie owalny kształt. Mają 10–16 cm długości oraz 5–9 cm szerokości. Nasada liścia ma głęboko wcięty kształt, ze spiczastym wierzchołkiem. Ogonek liściowy jest owłosiony i ma długość 3–4 cm.
KwiatyZebrane w groniaste kwiatostany. Mają rurkowaty i owalnie sercowaty kształt, o długości 7–9 cm.